# 제1차 빈 중재

체코슬로바키아의 분할. 헝가리가 제1차 빈 중재로 얻은 영토는 붉은색이다.

제1차 빈 중재는 1938년 11월 2일 오스트리아 빈의 벨베데레궁에서 열린 빈 중재에 따라 체결된 조약이다. 제1차 빈 중재는 체코슬로바키아 분할을 초래한 뮌헨 협정의 결과였다.
정부 일원의 일부는 군사 행동을 촉구했지만 헝가리 수정주의는 주로 역사적 경계를 평화롭게 복원하는 것을 목표로 삼았다.전간기 동안 헝가리는 영토를 주장하는 주변 국가보다 경제적으로나 군사적으로 취약했다.나치 독일과 파시스트 이탈리아는 헝가리 왕국의 영유권 주장과 1920년 트리아농 조약 개정을 지지했다. 나치 독일은 이미 라인란트 재무장과 안슐루스을 통해 베르사유 조약을 위반했던 상태였다.
첫 번째 빈 협상은 대부분 헝가리인이 거주하는 남부 슬로바키아와 남부 카르파티아 루스의 영토를 체코슬로바키아에서 분리하여 헝가리로 반환하는 것이었다. 그러므로 헝가리는 제1차 세계 대전 이후 트리아농 조약에 따라 잃었던 영토 일부를 되찾았다. 체코슬로바키아는 또한 스피스와 오라바 지역의 작은 땅을 폴란드에 할양했다.
1939년 3월 중순, 아돌프 히틀러는 헝가리에게 공식적으로 1938년 12월부터 카르파티아-우크라이나로 알려진 카르파티아 루스의 나머지 지역을 점령할 수 있는 권한을 부여했다. 이것은 헝가리 영토를 북쪽으로 폴란드 국경까지 확장하여 1772년 제1차 폴란드-리투아니아 분할 이전에 존재했던 헝가리-폴란드 공통 국경과 제1차 세계 대전과 트리아농 조약 및 생제르맹 조약 이전에 오스트리아-헝가리 제국의 영토 일부를 복원했다.
헝가리가 카르파티아 루스의 나머지 지역을 점령한 지 6개월 후인 1939년 9월, 독일이 폴란드를 침공한 후 폴란드 정부와 수만 명의 폴란드 군인 및 공군이 헝가리와 루마니아로 대피했으며 그곳에서 프랑스와 프랑스로 이동했다.
제2차 세계 대전 후, 1947년 파리 조약은 빈 중재을 무효로 선언했다.

## 같이 보기
- 자카르파탸
- 카르파티아 우크라이나
- 독일-소련 불가침 조약